# Innovation SSI-2001
Innovation SSI-2001 — звуковая карта для IBM PC совместимых компьютеров.

## Описание
Звуковая карта с апреля 1989 производилась Innovation Computer Corporation, задумывалась для конкуренции с Adlib. Имеет моновыходной разъём RCA и игровой порт, также имеются 3 группы перемычек, которые позволяют включать или отключать порт джойстика, управлять чувствительностью оного и изменять адрес звукового порта с 280hex по умолчанию на 2A0hex, 2C0hex или 2E0hex. Во время использования карта использует 32 последовательных порта ввода-вывода. Подключается посредством 8-битной ISA.
Особой популярности данная звуковая карта не снискала, и поддерживалась лишь несколькими компьютерными играми. Отсутствие поддержки также привело к прекращению производства, и многие из выпущенных карт позже были разобраны на чипы SID для Commodore 64. Считается самой редкой звуковой платой для ПК, на данный момент по всему миру известно существование всего около 10 экземпляров оригинальной платы. Однако с 2015 освоен DIY-специалистом выпуск реплик.

## Эмуляция
В настоящее время возможна обратная эмуляция: эмулятор DOSBox поддерживает эмуляцию Innovation SSI-2001, без наличия реального устройства.